# MMR City
O City é um modelo elétrico subcompacto de baixo custo desenvolvido pela MMR Motorsport especialmente para uso urbano.